# Dmitri Konstantinowitsch Bobyljow
Dmitri Konstantinowitsch Bobyljow, (russisch Дмитрий Константинович Бобылёв, auch Бобылев Bobylew geschrieben; * 11. Novemberjul. / 23. November 1842greg. in Petschenihy; † 20. Februarjul. / 5. März 1917greg. in Petrograd) war ein russischer Physiker und Mathematiker, der zur Elektrophysik sowie zur theoretischen und technischen Mechanik arbeitete. Seine Veröffentlichungen erfolgten in der Schreibung Dmitri Bobylew oder in englischer Transkription als Dmitrii/Dmitriy Bobylev.

## Leben und Wirken
Als Sohn eines Generalmajors erhielt Bobyljow zunächst eine militärische Ausbildung und wechselte anschließend an die Universität Sankt Petersburg, wo er bis 1868 studierte und 1873 mit einer Arbeit zur Elektrophysik bei Fjodor Fomitsch Petruschewski promovierte (Kandidat der Wissenschaften). 1877 erschien seine Habilitationsschrift (Doktor-Dissertation). Seit 1871 war er Dozent, ab 1878 außerordentlicher Professor am Lehrstuhl für theoretische und technische Mechanik und ab 1885 bis 1916 ordentlicher Professor am Lehrstuhl für technische Mechanik der Universität Sankt Petersburg. Als Physiker arbeitete er nicht nur zu theoretischen, sondern auch zu experimentellen Fragen der Elektrophysik. Daneben interessierte er sich seit den 1870er Jahren für die theoretische Mechanik und veröffentlichte als Mathematiker neben Lehrbüchern zur Mechanik Arbeiten zur Hydrodynamik, technischen Mechanik und Kreiseltheorie. 1896 fand er unabhängig von Wladimir Steklow eine Lösung der Euler-Poisson-Gleichungen für die Drehung eines schweren Kreisels mit Stützpunkt (Bobylew-Steklow-Lösung).
1896 wurde er zum korrespondierenden Mitglied der Russischen Akademie der Wissenschaften in Sankt Petersburg gewählt. Er war Mitglied der Moskauer Mathematischen Gesellschaft, der Sankt Petersburger Mathematischen Gesellschaft, der Société française de physique, der Russischen physikalisch-chemischen Gesellschaft und anderer wissenschaftlicher Vereinigungen.
Einer seiner Schüler war Alexander Ljapunow.

## Schriften (Auswahl)
- D. Bobylew: Einige Betrachtungen über die Gleichungen der Hydrodynamik. In: Mathematische Annalen. Band 6, März, 1873, S. 72–84, doi:10.1007/BF01442869.
- D. Bobylew: Ueber die Vertheilung der Elektricität auf Leitern, welche aus heterogenen Theilen bestehen. In: Mathematische Annalen. Band 13, Juni, 1878, S. 183–231, doi:10.1007/BF01446531.
- D. Bobylev: Kugel, die ein Gyroskop einschliesst und auf einer Horizontalebene rollt, ohne dabei zu gleiten (russisch). In: Mat. Sbornik. Band 16, Nr. 3, 1892, S. 544–581.